# Velrybí hřbet

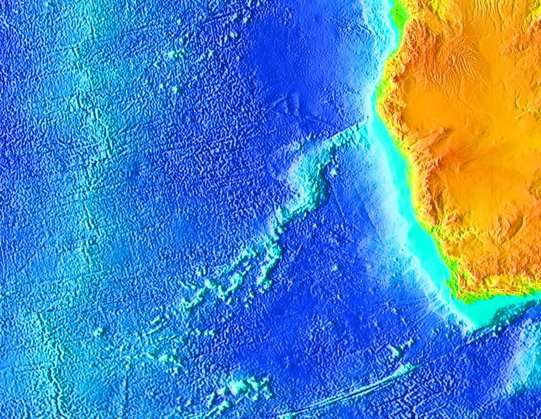
Mapa Velrybího hřbetu

Velrybí hřbet (anglicky Walvis Ridge, walvis znamená v nizozemštině a afrikánštině velryba) je podmořský středooceánský hřbet v jižní části Atlantského oceánu. Je pojmenován podle Velrybí zátoky, na jejímž břehu leží město Walvis Bay. Táhne se v délce 3000 km od pobřeží severní Namibie  jihozápadním směrem k ostrovu Tristan da Cunha, kde se napojuje na Středoatlantský hřbet. Hřbet vznikl v období křídy v důsledku sopečné činnosti, jejímiž pozůstatky jsou ložiska kimberlitů v Africe. Dosahuje výšky až čtyř tisíc metrů nad povrchem okolních podmořských rovin, nejvyšším bodem je podmořská hora Ewing, jejíž vrchol leží 700 metrů pod hladinou.